# Joey Devine
Joseph Neal »Joey« Devine, ameriški bejzbolist, * 19. september 1983, Junction City, Kansas, ZDA.
Devine je ameriški poklicni metalec v bejzbolu.

## Ljubiteljska kariera
Devine je obiskoval univerzo North Carolina State University, kjer je postavil rekord šole v ubranjenih tekmah s 24-imi. 

## Poklicna kariera

### Atlanta Braves
Devine je bil izbran z 27. izbiro v 1. krogu nabora lige MLB leta 2005 s strani ekipe iz Atlante. Po tem je dva meseca razdelil med stopnjo Single-A v Myrtle Beachu in stopnjo Double-A v Misisipiju, 20. avgusta pa že igral v ligi MLB. 
Devine se je na svojih prvih tekmah v ligi MLB precej naprezal in postal prvi metalec v zgodovini lige, ki je na svojih prvih dveh tekmah nasprotni ekipi dovolil veliki udarec.  Upravnik ekipe Bobby Cox je svojo vero v sposobnosti Devina izkazal tako, da ga je postavil na seznam mož za končnico, navkljub dejstvu, da je v ligi MLB metal le v 5 menjavah. V 18. menjavi 4. tekme Okrožne serije Narodne lige je Devine novincu ekipe Houston Astros Chrisu Burku dovolil domači tek, ki je zaključil tekmo in sezono ekipe iz Atlante.
V letu 2006 je klub iz Atlante predvideval, da bo Devinu omogočila še nekaj dodatnega časa v nižjih podružnicah, kjer bi se izučil še nekaj zaključevalske obrti,  a sta poškodovana Horacio Ramírez in Blaine Boyer prisilila klub v težko odločitev: Devine in še en član razbremenilskega kadra, Ken Ray, sta bila vpoklicana v ligo MLB.  Devine se je ponovno precej naprezal: na dveh tekmah proti ekipi San Francisco Giants je dovolil sedem tekov, pet udarcev v polje, pet prostih prehodov na bazo in povrhu dodal še dva divja meta. Seveda je bil poslan na stopnjo Triple-A v Richmond, njegova zamenjava pa je postal Peter Moylan. Devine je bil ponovno vpoklican septembra in v ligi MLB metal do konca sezone Baseball America ga je pred letom 2007 ocenila kot 9. najbolj obetavnega v organizaciji.  Pretežni del leta 2007 je preživel v Misisipiju, a je bil ob več priložnostih vpoklican v Atlanto. 22. septembra si je na tekmi proti ekipi Milwaukee Brewers prislužil svojo prvo zmago. Leto je končal z zmago, porazom in povprečjem dovoljenih tekov pri 1,08.

### Oakland Athletics
14. januarja 2008 je bil  Devine skupaj zJamiejem Richmondom poslan k ekipi Oakland Athletics, v Atlanto pa se je v zameno odpravil Mark Kotsay. Devine je na prizorišče vstopil v letu 2008 v Oaklandu. V 45, 2 menjave je dovolil 23 udarcev v polje, 15 prostih prehodov na bazo, zbral 49 izločitev z udarci, odbijalce zadržal na povprečju 0,148 in dovoljeval le 0,59 teka, kar je bilo najmanj v zgodovini lige MLB med metalci z najmanj 45 menjavami, odkar se je leta 1912 začela meriti statistika povprečja dovoljenih tekov. Ta dosežek ni priznan kot uradni rekord lige, saj je za to spodnja meja 50 menjav. 
Sezono 2009 je po operaciji Tommy John na desnem komolcu Devine izpustil. Operacijo njegovih komolčnih vezi je 21. aprila 2009 izvedel doktor James Andrews.2. decembra 2009 je Devine s klubom iz Oaklanda sklenil enoletno pogodbo. 
Med sezono 2010 je ostal na seznamu poškodovanih, a se leta 2011 končno vrnil na igrišče. Po tem, ko je na tekmi spomladanskega uigravanja imel očitne težave z nadzorovanjem svojih metov, ga je ekipa začasno poslala na stopnjo Triple-A v Sacramento. Skorajda takoj se je povrnil k svoji formi iz leta 2008 in ni dovolil niti enega teka v njegovih prvih 12,1 menjave in z udarci izločil 17 odbijalcev. Na seznam ekipe v Oaklandu je bil nato povišan 20. maja 2011.
Njegov najdaljši niz menjav brez dovoljenega teka (33,2) je bil prekinjen 3. junija 2011, ko je podedovanemu tekaču domov dovolil razbremenilec Brian Fuentes.
Po dostojnem povratku po vrnitvi v ligo MLB leta 2011, se je v poznem juliju med svojimi zadnjimi tremi tekmami meseca precej naprezal. Svoje težave je pripisal precejšnji vročini, saj je med vročinskim valom temperatura nekajkrat presegla 37 °C. 22. julija 2011 je na tekmi proti ekipi New York Yankees dovolil tri zaporedne proste prehode na bazo in nato z divjim metom za Brandonom Lairdom začel njegov prvi odbijalski nastop. Njegove težave z nadzorom svojih metov so privedle do tega, da je bil 28. julija ponovno poslan v Sacramento. Pred svojim zadnjimi tremi julijskimi tekmami je bil med statistično vodilnimi med metalci ekipe iz Oaklanda: dovoljeval je po 2,14 teka, z udarci izločal več kot odbijalca na menjavo in metal s hitrostmi preko 150 km/h. Njegov drsalec se je dobro premikal, imel je zavidljivo razmerje udarcev v polje proti izločitvam in odbijalsko povprečje nasprotnikov držal pod 0,200. Dovolil ni nobenega domačega teka in imel zmerno nagnjenost k prostim prehodom na bazo. 
Devine trenutno drži niz 83 menjav, v katerih ni dovolil domačega teka. Zadnji domači tek je dovolil 7. aprila 2006 kot član ekipe Atlanta Braves. 
10. aprila 2012 je Devine odšel na svojo drugo operacijo Tommy John v karieri. Za sezono 2012 je bil tako postavljen na seznam poškodovanih.